# Zizzaniaman
Zizzaniaman è un album del 2002 di Leone Di Lernia.

## Tracce
1. Tu ma fottut
2. Ronaldo
3. Scorreggia 2
4. Il parcheggio
5. Nena Rosa
6. Lo Zoo
7. La vita è bella
8. Campionato sballato
9. Dateme le sold
10. Andate via